# Freie Wahl (1632)
Die Freie Wahl von 1632 war die insgesamt vierte ihrer Art zur Bestimmung des Königs und Großfürsten der Königlichen Republik der polnischen Krone und des Großfürstentums Litauen durch den Adel in seiner Gesamtheit. Sie fand zwischen dem 27. September und 8. November 1632 statt, musste aber über den 13. November 1632 hinaus verlängert werden. Der gewählte Herrscher Władysław IV. Wasa hatte keinen Gegenkandidaten und erzielte die mehrheitliche Unterstützung der politischen Fraktionen.

## Einleitung
Der bisherige König Sigismund III. Wasa wollte noch während seiner Lebenszeit die Nachfolge durch seinen Sohn Władysław IV. sichern. Diese Pläne waren beim Adel jedoch unbeliebt, sodass auch mehrmalige Versuche scheiterten. Die Nachfolgefrage geriet, nach dem Herzinfarkt von Sigismund III. und seinem baldigen Tod am 30. April 1632, wieder in den Mittelpunkt.
Die Königswahl wird von einem sogenannten Konvokationssejm (pl. Sejm konwokacyjny) eingeleitet. Die Versammlung wurde vom Primas Poloniae und amtierende Interrex Jan Wężyk auf den 22. Juni 1632 bestimmt und dauerte bis zum 17. August 1632 an. Die Nichtkatholiken forderten mehr Rechte und wurden in ihrem Anliegen durch den gewählten Sejmmarschall Christoph Radziwiłł sowie Bogusław Leszczyński repräsentiert. Obwohl der Woiwode Tomasz Zamoyski und der zukünftige Bischof Aleksander Trzebiński diesem entgegenstanden, erfuhren sie genügend Unterstützung; der Wahlsejm wurde daher unter anderem von diesem Thema geprägt.

## Kandidaten
Es gab nur wenig Zweifel, dass Władysław IV. Nachfolger seines Vaters sein würde. Zwar favorisierten einige Magnaten und Teile des Klerus seinen jüngeren Bruder Johann II. Kasimir, jedoch fiel die Unterstützung für ihn geringer aus; zum einen gab er keine offizielle Kandidatur bekannt und war aufgrund seines Alters in der Thronfolge unterlegen, zumal Sigismund III. auf dem Sterbebett noch einmal seine Unterstützung für Władysław IV. bekräftigt hatte.
Die ausländischen Höfe verzichteten eigene Gegenkandidaten aufzustellen. Die Habsburger standen dem polnischen Königshaus der Wasas wohlwollend gegenüber. Befürchtungen eines Gegners in Form von Gustav II. Adolf (schwedischer Teil der Wasa-Dynastie) stellten sich später als verfrüht heraus. Der schwedische Botschafter Sten Bielke war dazu beauftragt worden mit der Bekanntgabe der Kandidatur von Gustav II. Verwirrung auszulösen, rückte aber später davon ab. Weitere Unterstützung erfuhr der Königsanwärter durch den Nuntius Honorat Visconti und den Gesandten des Römisch-deutschen Kaisers Julius Neidhart. Der preußische Herzog Georg Wilhelm wollte zwar an dem Wahlsejm teilnehmen, wurde aber nicht zugelassen. Die Wahl fand im Zuge von Kriegsvorbereitungen auf russischer Seite statt.

## Wahl
Die Wahl wurde am 27. September 1632 traditionell in Wola, nahe Warschau abgehalten, deren Vorsitz der Sejmmarschall Jakub Sobieski innehatte.
Die Unentschlossenheit seitens der katholischen Fraktion, gab Władysław IV. die Möglichkeit den Protestanten und östlich-orthodoxe Christen mehr Rechte zu versprechen. Gleichzeitig bestand keine Gefahr die Befürwortung der Katholiken wegen seines toleranten Auftretens zu verlieren. Auch der Traditionsbruch während der Wahl nach Warschau zu kommen, brachte ihm keine bemerkbaren Verluste.
Eine von Władysław IV. geleitete Kommission erarbeitete Maßnahmen zugunsten der Ruthenen (Slawen östlichen christlichen Glaubens im polnisch-litauischen Staat). Danach wurden Ukrainern der griechisch-katholischen Kirche sowie orthodoxen Metropoliten eine legale Rechtsprechung gewährt. Darüber hinaus bekam die orthodoxe Kirche das Recht auf eigene Hierarchen und durfte Regierungskandidaten bestätigen. Dies brachte ihm die Unterstützung von Petro Mohyla. Unterschiede zwischen der Kirchenunion von Brest und der orthodoxen Kirche konnten angeglichen und die mit der Konföderation von Warschau angefangene Ausweitung von Religionsfreiheiten kontinuiert werden. Eine neu eingeführte Abgabe besteuerte 40 Prozent des Einkommens von Starosts (Äquivalent zu Freiherren), was dem königlichen Fiskus zugutekam. Man beschloss in Puck einen Hafen für die Polnisch-Litauische Kriegsflotte zu bauen.
Die Vorschläge von der Kosaken-Delegation für mehr finanzielle Unterstützung und der Errichtung eines Kosaken-Registers lehnte man hingegen ab. Ähnliche Anträge der königlichen Armee wurden ebenfalls nicht bewilligt. Auch wurden einige Vorschläge des Sejm im Nachhinein mit einem Veto des Senates verworfen.
Obwohl die Entscheidung über den Nachfolger bereits am 8. November 1632 fiel, verzögerte sich die offizielle Bekanntgabe um fünf Tage wegen der nicht fertiggestellten Pacta conventa. Darin versprach Władysław IV.:
- Finanzierung von Ausrüstung und einer Militärschule;
- Möglichkeiten zur Errichtung einer Flotte;
- Erhalt aktueller Allianzen;
- keine Vergrößerung der Armee;
- Vergabe von Ämter und Militärränge an Ausländer;
- Verhandlung von Friedensverträge und Kriegserklärungen ohne Zustimmung des Sejm;
- keine Heirat ohne Zustimmung durch den Senat;
- Überzeugung seiner Brüder einen Eid auf den Staatenbund zu leisten;
- Gewinn von der königlichen Münzprägeanstalt bevorzugt an das königliche Schatzamt (anstatt einer Privatschatzkammer) zu übertragen.

Władysław IV. Wasa erhielt 3543 Stimmen. Nachdem das Wahlergebnis vom königlichen Hofmarschall Łukasz Opaliński bekannt gegeben wurde, begann die teilnehmende Szlachta mit den Feierlichkeiten zu Ehren des neuen Königs, die über drei Stunden dauerten.

## Nachwirkung
Am 14. November 1632 unterzeichnete Władysław IV. neben der Pacta conventa auch die Articuli Henriciani.
Am 5. Februar 1633 erfolgte seine Krönung, die bis zum Folgetag andauerte.
Der vom Marschall Mikołaj Ostroróg geleitete Krönungssejm (pl. Sejm koronacyjny) fand zwischen dem 8. Februar und 17. März 1633 statt. Währenddessen wurden die zugesprochenen Rechte für Orthodoxe bestätigt, aber mehrere Ankündigungen auch abgelehnt.
Der Sejm von 1633 übernahm des Weiteren mehr Kontrolle auf die Münzprägeanstalt, weitete Befugnisse hinsichtlich der Leibeigenschaft aus und akzeptierte einen von den Juden gefordertes Druckverbot antisemitischer Literatur, deren Import aus Westeuropa und Distribution im Staatenbund. Außerdem erklärte der Sejm dem Zarentum Russland den Krieg, das zuvor in Polen-Litauen eingedrungen war.

## Bibliographie
- Władysław Czapliński: Władysław IV i jego czasy. Universitas, Warszawa 1976, ISBN 83-242-0873-9.
- Władysław Czapliński: Na dworze króla Władysława IV. Książka i Wiedza. Warszawa.
- Jan Chrzciciel Albertrandi: Dzieje krolewstwa polskiego krotko lat porzadkiem opisane przez Jana Albertrandego.
- Mirosław Nagielski: Diariusz kampanii smoleńskiej Władysława IV 1633-1634. DiG, 2006, ISBN 83-7181-410-0.
- Jerzy Dunin-Borkowski, Mieczysław Dunin-Wąsowicz: Elektorowie królów Władysława IV., Michała Korybuta, Stanisława Leszczyńskiego i spis stronników Augusta III. / zestawili w porządek abecadłowy Jerzy Dunin-Borkowski i Miecz. Dunin-Wąsowicz. Lwiw 1910.
- Robert I. Frost: After the Deluge: Poland-Lithuania and the Second Northern War, 1655-1660. Cambridge University Press, Cambridge 1993, ISBN 0-521-42008-3.
- Jerzy Lukowski, Hubert Zawadzki: Władysław IV i jego czasy. Cambridge University Press, Cambridge 2001.
- Albrycht Stanisław Radziwiłł: Pamiętnik o dziejach w Polsce. Państwowy Instytut Wydawniczy, ca. 1980, ISBN 83-06-00092-7.